# Puchar Ministra Obrony Narodowej
Puchar Ministra Obrony Narodowej (Beker van het Ministerie van Defensie), kortweg Puchar MON, is een eendaagse wielerwedstrijd die wordt verreden in Polen. De wedstrijd werd voor het eerst georganiseerd in 1958, staat sinds 2003 op de internationale kalender en maakt sinds diens start in 2005 deel uit van de UCI Europe Tour in de categorie 1.2.

## Lijst van winnaars

### Meervoudige winnaars
| Overwinningen | Renner              | Jaren            |
| ------------- | ------------------- | ---------------- |
| 3             | Bartłomiej Matysiak | 2008, 2010, 2013 |
| 2             | Tomasz Kiendys      | 2009, 2011       |
| 2             | Alois Kaňkovský     | 2016, 2017       |

### Overwinningen per land
| Overwinningen | Land                                        |
| ------------- | ------------------------------------------- |
| 14            | Polen                                       |
| 2             | Estland, Tsjechië                           |
| 1             | Denemarken, Duitsland, Nederland, Slowakije |